# Eugène Desrochers
Pour l’article homonyme, voir Desrochers.
Eugène Desrochers (15 octobre 1885-25 novembre 1958) est un marchand, négociant et homme politique fédéral et municipal du Québec.

## Biographie
Né à Sainte-Agathe dans la région des Laurentides, Eugène Desrochers étudie au Séminaire de Trois-Rivières. 
Il entame sa carrière politique comme maire de Saint-Didace de 1919 à 1922, ville où il a commencé à travailler dans le commerce.
Élu député du Parti libéral du Canada dans la circonscription fédérale de Maskinongé en 1921, il ne se représente pas en 1925.

## Sources
- J.K. Johnson, The Canadian Directory of Parliament 1867-1967. Public Archives of Canada, 1968.